# Andreaeopsida
- Commons
- Wikispecies

Andreaeopsida é uma classe de plantas não vasculares, que pertencente à divisão Bryophyta.

## Taxonomia
Subclasse: Andreaeidae
Ordem: Andreaeales
Família: Andreaeaceae
Gêneros: Andreaea
Ordem: Andreaeobryales
Família: Andreaeobryaceae
Gêneros:Andreaeobryum